# Linea Ilsan

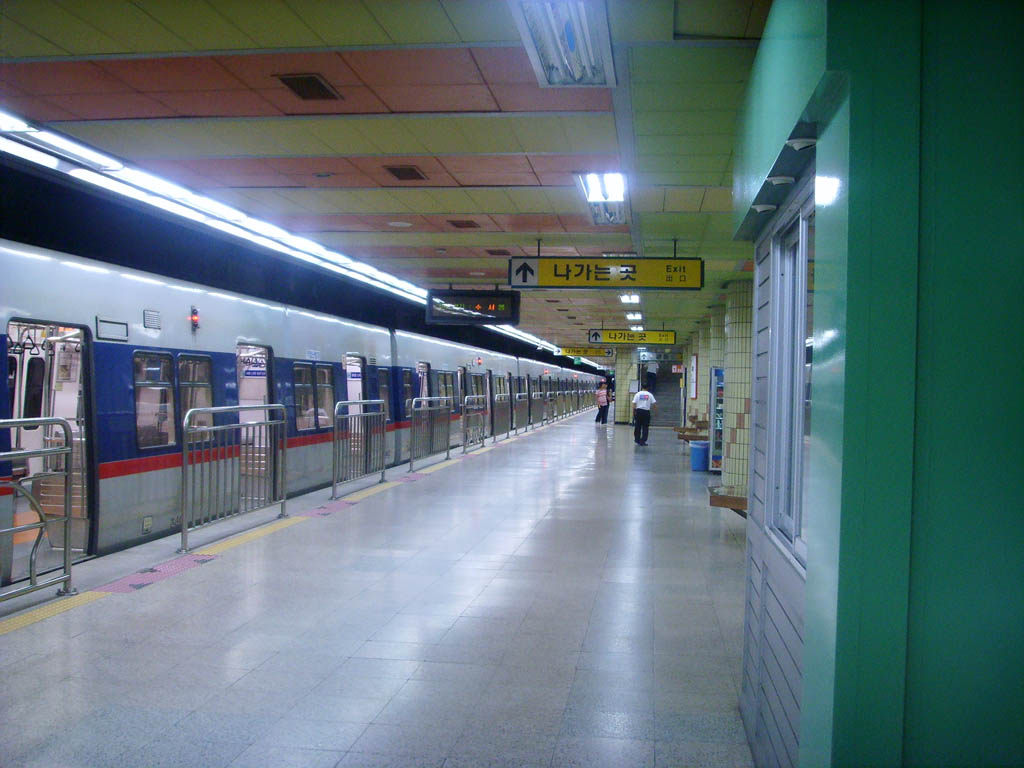
Un treno nella stazione di Daehwa, capolinea della Linea Ilsan, che funge da collegamento con la linea 3 della metropolitana di Seoul.

La linea Ilsan è una linea ferroviaria a carattere metropolitano situata in Corea del Sud, gestita dalla società ferroviaria sudcoreana Korail e integrata con il servizio ferroviario suburbano di Seul. Collega la stazione di Daehwa, facente parte del tracciato della linea 3 della metropolitana di Seoul, e la città di Goyang, distante da essa circa 19 km.

## Storia
La costruzione della linea iniziò il 15 marzo 1991. Ideata e progettata come estensione della linea 3 della metropolitana di Seul, venne terminata nel 1996, quando, il 30 gennaio, la linea viene inaugurata. Dopo il suo completamento, la Korean National Railroad (l'attuale Korail) annunciò che la linea stessa sarebbe diventata di proprietà del governo metropolitano di Seul. Dopo una serie di ipotetici passaggi di proprietà che non si sono realizzati, la llinea Ilsan è rimasta sotto la gestione della Korean National Railroad, l'attuale Korail. Il 27 dicembre 2014 venne attivata l'ultima stazione in termini temporali, ovvero quella Wonheung.

## Fermate
| Codice | Stazione    | Hangul | Hanja  | Interscambi                         | Posizione |
| ------ | ----------- | ------ | ------ | ----------------------------------- | --------- |
| 319    | Jichuk      | 지축   | 紙杻   |                                     | Goyang    |
| 318    | Samsong     | 삼송   | 三松   |                                     | Goyang    |
| 317    | Wonheung    | 원흥   | 元與   |                                     | Goyang    |
| 316    | Wondang     | 원당   | 元堂   |                                     | Goyang    |
| 315    | Hwajeong    | 화정   | 花井   |                                     | Goyang    |
| 314    | Daegok      | 대곡   | 大谷   | Linea Gyeongui-Jungang Linea Seohae | Goyang    |
| 313    | Baekseok    | 백석   | 白石   |                                     | Goyang    |
| 312    | Madu        | 마두   | 馬頭   |                                     | Goyang    |
| 311    | Jeongbalsan | 정발산 | 鼎鉢山 |                                     | Goyang    |
| 310    | Juyeop      | 주엽   | 注葉   |                                     | Goyang    |
| 309    | Daehwa      | 대화   | 大化   | Linea 3                             | Goyang    |